# Lychnis coronata
Lychnis coronata Thunb. – gatunek rośliny z rodziny goździkowatych (Caryophyllaceae Juss.). Występuje naturalnie w Japonii oraz Chinach (w prowincjach Anhui, Fujian, Hunan, Jiangsu, Jiangxi, Syczuan oraz Zhejiang). Rośnie w widnych lasach i zaroślach, ponadto jest uprawiany jako roślina ozdobna – do Anglii został sprowadzony około 300 lat temu. Poza tym wykorzystywany jako tradycyjna roślina lecznicza.

## Morfologia
PokrójBylina dorastająca do 50–90 cm wysokości. Pędy są słabo owłosione, wyrastają pojedynczo, rzadko w kępach.
LiścieMają owalnie lancetowaty kształt. Mierzą 8–15 cm długości i do 2,5 cm szerokości. Blaszka liściowa u nasady klinowa, na wierzchołku spiczasta. Blaszka jest prawie naga, na brzegu orzęsiona.
KwiatySą zebrane w kilkukwiatowe wierzchotki, rozwijają się na szczytach pędów. Osadzone są na krótkich i owłosionych szypułkach. Kielich ma rurkowaty kształt, o długości do 30–35 mm, zakończony ząbkami o długości 8–10 mm. Płatki mają odwrotnie jajowaty kształt i różowawą barwę, osiągają do 20–25 mm długości, brzegi są ząbkowane. Kwiat osiąga 4–5 cm średnicy.
OwoceTorebki o elipsoidalnym kształcie. Dorastają do 20 mm długości.

## Biologia i ekologia
Rośnie na łąkach, w zaroślach oraz widnych lasach. Kwitnie od czerwca do lipca. Owocowanie trwa od sierpnia do września.

## Kultywary
- 'Orange Sherbet' – jest kultywarem sterylnym. Dorasta do około 30 cm wysokości i 30 cm szerokości. Liście mają jasnozieloną barwę. Kwiaty mają jasnopomarańczową barwę, dorastają do około 30 mm średnicy. Początek kwitnienia przypada na koniec maja, kwiaty są obecne przez większą część lata[6].

## Zastosowanie
Gatunek ma zastosowanie w medycynie tradycyjnej.